# Mir Zakah
Mir Zakah  là ngôi làng ở huyện Mirzaka, tỉnh Paktia miền đông Afghanistan, và nằm trên tuyến đường bộ hành cũ từ Ghazni đến Gandhara.
Hai trong số những kho tiền xu cổ xưa lớn nhất từng được chứng thực, được phát hiện tại làng này vào năm 1947 và 1992. Các kho này tích trữ chứa hơn nửa triệu đồng xu được đánh dấu bằng đục lỗ có niên đại từ cuối thế kỷ thứ 5 trước Công nguyên đến thế kỷ thứ nhất sau Công nguyên, chứa các đồng xu có hình dạng thanh uốn cong và được đánh dấu bằng đục lỗ Ấn Độ thời cổ đại, Hy Lạp, Hy Lạp-Bactria, Ấn Độ-Hy Lạp, Ấn Độ-Scythia, tiền xu nguồn gốc Ấn Độ-Parthia và Kushana. Những đồ tích trữ này đều bị cướp bóc trong những năm sau đó, và được bày bán công khai vào tháng 2 năm 1994 tại chợ Peshawar. Ngôi làng gây ra vụ tranh cãi về Mề Đay Alexander được cho là đến từ kho báu cướp được tại Mir Zakah giữa năm 1992 và 1993.